# Spiridon Vangheli
Spiridon Vangheli (n. 14 iunie 1932, Grinăuți, județul Bălți, Regatul României – d. 21 iunie 2024, Chișinău, Republica Moldova) a fost un prozator, poet, traducător și editor din Republica Moldova. A fost autorul cărții pentru copii Isprăvile lui Guguță, tradusă în circa 40 de țări și aproximativ 60 de limbi, în care a apărut pentru prima dată personajul Guguță.

## Biografie
A fost al șaselea născut dintre cei nouă copii ai lui Ștefan Vangheli (mame fiind: Chilina, pentru primii trei născuți și Eufrosina, pentru următorii șase.
A absolvit Școala primară Grinăuți (1939-1945). După o întrerupere de un an, a învățat la Școala nr.1 din Bălți (1946-1948, clasele a V-a și a VI-a), apoi la Școala medie din Pelinia, raionul Drochia (clasele VII-X, unde a absolvit două clase într-un an).
Înscris inițial la Institutul învățătoresc din Bălți (toamna, 1951), s-a transferat curând (primăvara, 1952) la Institutul Pedagogic din Chișinău.
- 1955 – absolvă Institutul pedagogic „Ion Creangă” din Chișinău și e recomandat la aspirantură, la Institutul de Literatură din Moscova.
- 1955 – se căsătorește cu Eleonora Popa (colegă de facultate, băștinașă din sat. Năpădeni, raionul Ungheni).
- 1957 – lucrează la Școala medie din satul Năpădeni, doar numai doi ani.
- 1958 – se naște primul fiu, Radu.
- 1959 – profesor de matematică la Școala din satul Sîngereii Noi, raionul Sîngerei. Aici lucrează o singură zi.
- 1961 – se naște al doilea copil, Rodica.
- 1960 – activează în calitate de redactor la Editura „Cartea moldovenească”, apoi ca redactor superior la Editura ”Lumina”.
- 1964 – este primit în Uniunea Scriitorilor.[2]
- 1970–1995 – se angajează consultant literar la Uniunea scriitorilor din Moldova. Aici conduce secția Literatură pentru copii.
- 1991 – este ales Președintele al PEN – Clubului din Moldova – filială a Asociației Mondiale a Scriitorilor.

## Opere publicate
- „În țara fluturilor”, Chișinău, 1962;[2]
- „Soarele”, Chișinău, 1963;
- „Băiețelul din coliba albastră”, Chișinău,1964;
- „Balade”, Chișinău, 1966;
- „Isprăvile lui Guguță”, Chișinău, 1967, Buc, 1985;
- „Ministrul bunelului”, Chișinău, 1971;
- „Columb în Australia”, Chișinău, 1972;
- „Primiți urătorii?”, Chișinău, 1975;
- „Guguță-căpitan de corabie”, Chișinău, 1979;
- „Steaua lui Ciuboțel”, Chișinău, 1981;
- „Calul cu ochi albaștri”, Chișinău, 1981;
- „Privighetoarea”, Chișinău, 1985;
- „Scrieri alese”, Chișinău, 1985;
- „Isprăvile lui Guguță”, București, 1985;
- „Pantalonia - țara piticilor”, Chișinău, 1989;
- „Băiețelul din coliba albastră”, miniaturi, Chișinău, 1990;
- „Ghiocica, povestiri, nuvele, snoave, balade, basme”, Chișinău, 1991;
- „Guguță și prietenii săi”, proză, versuri, scrisori de la copii, în 2 vol., Chișinău, 1994;
- „Tatăl lui Guguță când era mic”, Chișinău, 1999;
- „Copii în cătușele Siberiei”, Chișinău, 2001;
- „Taina inelului” (piesă, Teatrul municipal de păpuși „Guguță”), Chișinău, 2003.

De asemenea, a fost, împreună cu Grigore Vieru, co-autor al Abecedarului în Republica Moldova.

## Distincții
Spiridon Vangheli a fost Doctor Honoris Causa al Universității Pedagogice de Stat „Ion Creangă”. În 2012 i-a fost conferit titlul de cetățean de onoare al municipiului Chișinău.
- 1971 – Cartea Guguță este distinsă cu Premiul Unional, la Concursul „Cea mai bună carte pentru copii.”
- 1974 – Premiul Internațional Diploma de onoare Andersen pentru cartea Ministrul bunelului (Rio de Janeiro).
- 1980 – Laureat al Premiul de Stat al RSSM.
- 1982 – Maestru emerit al artelor din RSSM.
- 1988 – Premiul de Stat al Uniunii Sovietice pentru volumul de sinteză Guguță și prietenii săi.
- 1992 – Titlul „Scriitor al Poporului din Republica Moldova”.[2]
- 1996 – Premiul „Ion Creangă” al Academiei Române
- 1996 – Cavaler al Ordinul Republicii
- 1997 – Premiul „Carte frumoasă-cinste cui te-a scris” acordat de Centrul Cultural Francez din Iași pentru cartea Guguță și prietenii săi.
- Premiul “Simpatia copiilor” la Salonul Internațional de Carte pentru Copii de la Chișinău (1997, pentru Guguță și prietenii săi, Premiile “Cartea anului” și “Simpatia copiilor” pentru volumul Tatăl lui Guguță când era mic, acordate în cadrul aceluiași Salon, ediția a IV-a (2000).
- 2000 – Premiul Uniunii Scriitorilor din Moldova pentru cartea Tatăl lui Guguță când era mic.
- 2000 – Laureat al Concursului „Zece cărți ale secolului XX- basarabean” pentru volumul Isprăvile lui Guguță
- 2002 – Premiul special al Uniunii Scriitorilor din România.